# Dzhankoy
Dzhankoy (tiếng Ukraina: Джанкой) là một thành phố thuộc tỉnh Krym. Thành phố này có diện tích ? km2, dân số theo điều tra dân số năm 2001 là 43343 người.